# Le Jardinier (film, 1912)
Pour les articles homonymes, voir Le Jardinier.
Pour plus de détails, voir Fiche technique et Distribution.
Le Jardinier (en suédois : Trädgårdsmästaren) est un film muet suédois, sorti en 1912, dirigé et interprété par Victor Sjöström.

## Synopsis
Le fils d'un riche horticulteur se fiance avec la fille d'un vieil employé de son père. L'horticulteur ne voit pas d'un bon œil cette relation et trouve le moyen d'éloigner brutalement son fils ; mais un soir le père moleste la jeune fille et tente de l'agresser sexuellement. Ensuite à la suite d'un différend, l'horticulteur renvoie le père de la jeune fille. Le père et la fille trouvent refuge auprès d'un vieil officier très âgé. Le père meurt bientôt et le vieux militaire prend la jeune fille à son service, la traitant finalement comme sa fille. Quand le vieil homme vient à mourir à son tour, ses héritiers chassent la jeune fille de la maison et celle-ci tombe dans une vie dissolue. Un jour, dans un accès de désespoir, elle s'introduit dans la serre de l'horticulteur et détruit toutes ses fleurs. Elle est retrouvée morte au petit matin.

## Fiche technique
- Genre : film dramatique
- Réalisateur : Victor Sjöström
- Scénario : Mauritz Stiller
- Production : AB Svenska Biografteatern

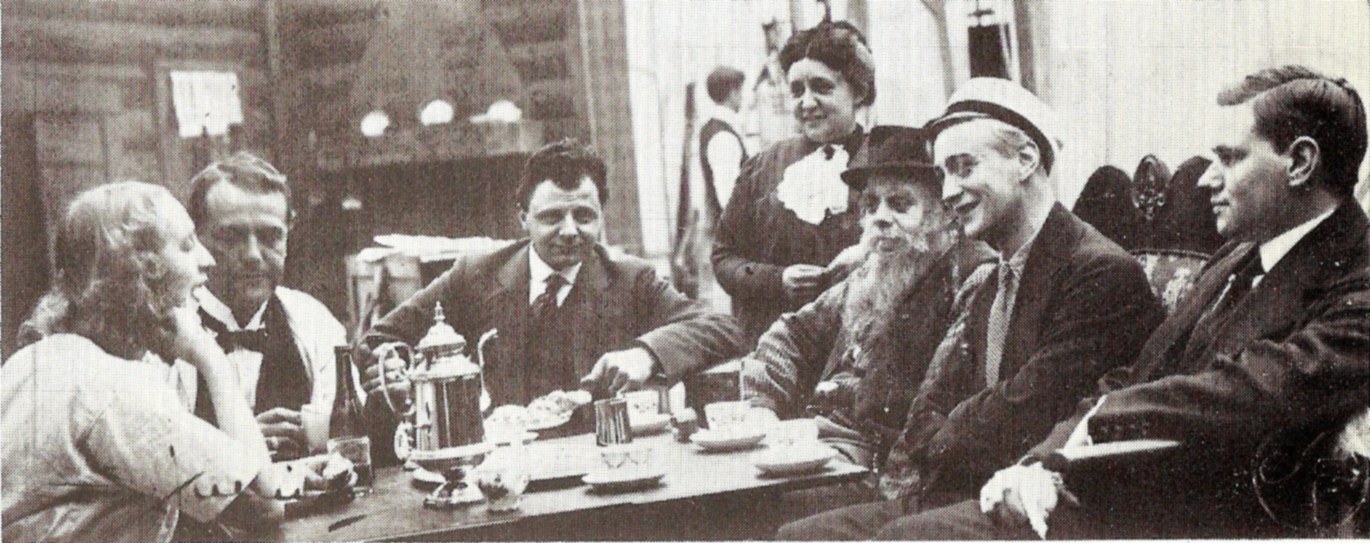
L'équipe du film pendant une pause du tournage du film. De gauche à droite : Lili Bech, Victor Sjöström, John Ekman, Karin Alexandersson, Gunnar Bohman, Gösta Ekman et un inconnu.

- Photographie : Julius Jaenzon

## Distribution
- Victor Sjöström : l'horticulteur
- Karin Alexandersson : la femme de l'horticulteur
- Gösta Ekman : leur fils
- Gunnar Bohman : l'employé de l'horticulteur
- Lili Bech : sa fille
- John Ekman : l'officier bienfaiteur
- Mauritz Stiller : un passager du bateau

## À propos du film
Le tournage du Jardinier a été  effectué en juillet et août 1912 dans le studio suédois du théâtre Biograft à Lidingö avec des scènes extérieures à l'auberge de Nackanäs et de ses environs à Järlasjön et à Sicklasjön, ainsi qu'à bord du ferry-boat Nackanäs I. La photographie est réalisée par Julius Jaenzon. Ce film marque les débuts de Sjöström en tant que réalisateur. Son expérience cinématographique antérieure était limitée à quelques visites sur des plateaux. C'est pourquoi il s'est rendu à Paris avec Charles Magnusson pour une visite dans les studios de Pathé Frères.
La première du film est donnée le 17 octobre 1912 au Victoria-Teatret de Copenhague au Danemark. En effet, le film est interdit par la censure suédoise à cause de son sujet scabreux et de son traitement trop osé. Dans l'espoir de passer outre, une projection spéciale est organisée pour le Premier ministre suédois Karl Staaf, avec de hauts personnages, des journalistes et des critiques ; mais la censure ne fléchit pas.  Ce film n'aura jamais de première en Suède.
Les copies de Trädgårdsmästaren semblent à jamais perdues, lorsqu'en 1979 une copie en est trouvée à la Bibliothèque du Congrès des États-Unis. Le film est projeté le 14 octobre 1980 à la cinémathèque Bio Victor de Stockholm.